# 미스다찾니
미스다찾니 또는 모찾니는 1996년부터 2004년까지 존재했던 대한민국의 메타 검색 도구이다.
1995년을 전후로 대한민국에서는 월드와이드웹의 태동을 맞았을 당시, 코시크, 심마니, 까치네와 더불어 대한민국 인터넷 역사의 초기 검색 도구로서 유용했다. 결정적으로 자체적인 검색 엔진을 사용하지 않았으며, 여러 검색 엔진에 일일이 접속하지 않고도 그 결과를 한 화면에 볼 수 있는 메타 검색 엔진이었다. 그러나, 기업형 검색 엔진들의 성능이 우수해지면서 메타 검색 엔진의 필요성이 낮아지자 이용률이 감소하여 사라지게 되었다.